# Ormoy (Eure-et-Loir)
Ormoy – miejscowość i gmina we Francji, w Regionie Centralnym, w departamencie Eure-et-Loir.
Według danych na rok 1990 gminę zamieszkiwały 164 osoby, a gęstość zaludnienia wynosiła 18 osób/km² (wśród 1842 gmin Centre, Ormoy plasuje się na 974. miejscu pod względem liczby ludności, natomiast pod względem powierzchni na miejscu 1198.).